# Pamela Stupia
Pamela Stupia (Buenos Aires; 15 de septiembre de 1983) es una youtuber, periodista y escritora argentina. Es la escritora de la saga best seller 14/7, de Editorial Planeta, la cual está compuesta por los libros: 14/7 El descubrimiento, 14/7 Fusión de ejes y 14/7 División de alternos.

## Biografía
Pamela nació el 15 de septiembre de 1983 en la Ciudad de Buenos Aires. Hizo sus estudios primarios en el Instituto Medalla Milagrosa en Parque Chacabuco y los secundarios en el Instituto Elisa Harilaos del barrio de Flores. Estudió periodismo en la Universidad Abierta Interamericana y se graduó en el año 2004.

## Carrera
En 2007 inició su carrera en los medios. Realizó coberturas de eventos tecnológicos para ITSitio y fue editora para Latinoamérica y España. En 2010 comenzó con la cobertura de verano para el diario La Nación y luego siguió con colaboraciones para la revista Be Glam. En 2014 comenzó con su canal de YouTube.
En 2017, editorial Planeta publicó la primera novela de una trilogía de Stupia, titulada 14/7 El Descubrimiento. Ese mismo año, editorial Planeta publicó su segundo libro, 14/7 Fusion de ejes. En 2018, la misma editorial publicó la última entrega: 14/7 División de alternos.